# Metazygia uraricoera
Metazygia uraricoera är en spindelart som beskrevs av Levi 1995. Metazygia uraricoera ingår i släktet Metazygia och familjen hjulspindlar. Inga underarter finns listade i Catalogue of Life.